# K.I.T.T.

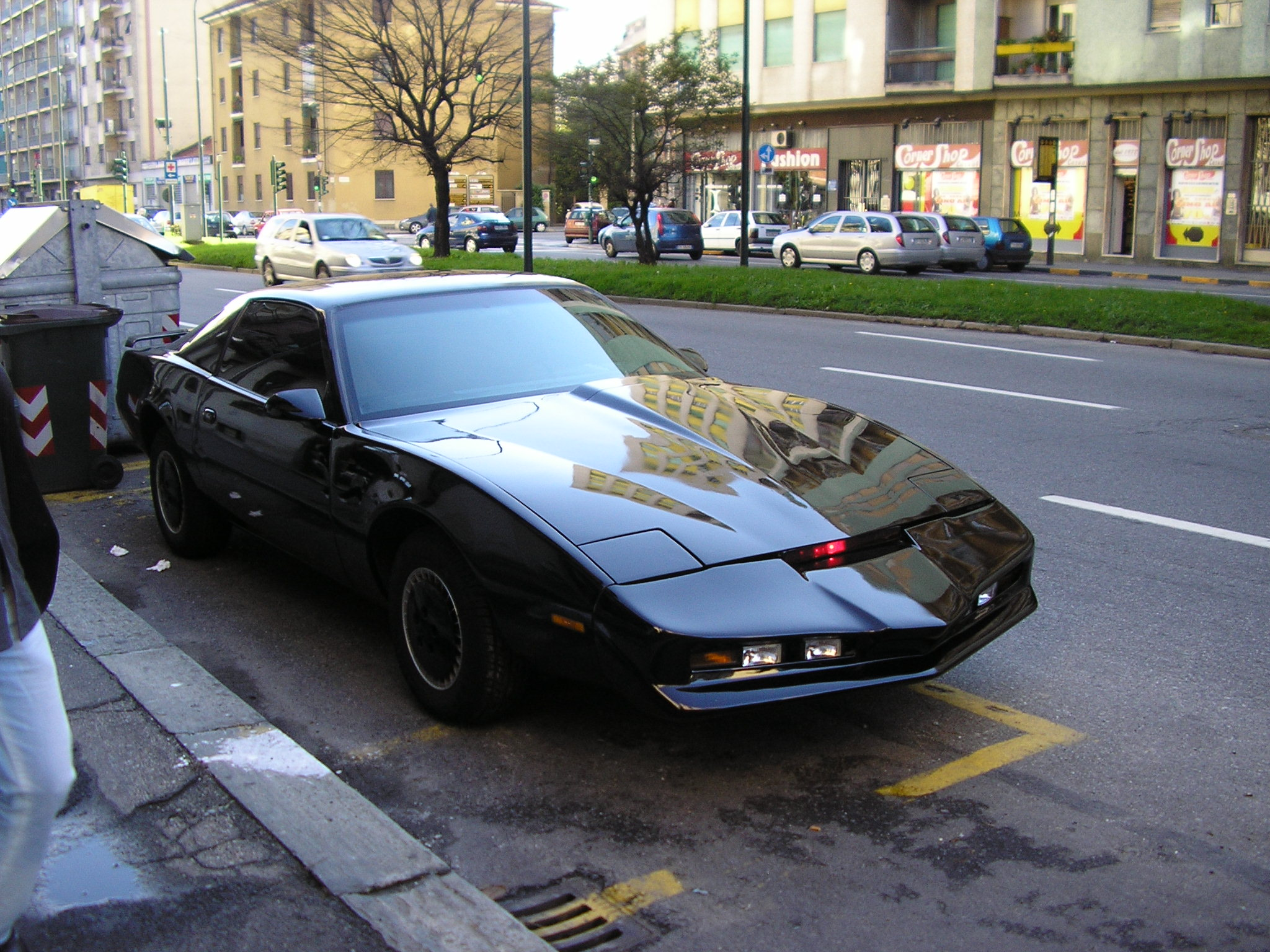
K.I.T.T. (série original)

Knight Industries Two Thousand / Knight Industries Three Thousand (Indústrias Knight Dois/Três Mil em português ou apenas K.I.T.T., como fácil reconhecimento) é o nome abreviado de um personagem ficcional na aventura série televisiva Knight Rider (O Justiceiro em Portugal e A Super Máquina no Brasil).
KITT é uma inteligência artificial, eletrônicos instalados em um computador muito avançado, muito móveis, robô em forma de um Pontiac Firebird TransAm 1982.
Na 4ª temporada da Série, K.I.T.T. tinha a capacidade de se transformar num conversível roadster e dispor de um módulo de super velocidade que fazia o carro chegar quase a 400 Km/h e um sistema de freios aerodinâmicos para parar o carro frear e chegar a zero vindo com o SPM (Super pursuit mode em ingles) acionado. Ao ser ativado a frente avançava e se repartia, ganhava aletas para dar melhor downforce e tomadas de ar na frente e na traseira e seu aerofolio subia para que acionasse um sistema quase que supersônico de altíssima velocidade.
Na 1ª temporada, no episódio O Irmão Gêmeo, aparece um carro idêntico ao KITT. É nesse episódio que Michael Knight fica sabendo que KITT é o segundo projeto depois que o primeiro denominado K.A.R.R. (Robô Revolucionário Automático Knight) fora criado.
Segundo a história conta, KARR foi o primeiro projeto de Wilton Knight para desenvolver a mesma tarefa que o KITT faz, mas por um erro durante a instalação das diretivas, o KARR teve como princípio sua autodefesa, diferente de KITT, que tem como princípio a defesa humana. Então a programação de KITT difere completamente do anterior, pois o sucessor jamais atentaria contra a vida humana em nenhuma circunstância. Wilton não gostou do resultado e reprovou KARR, pois ele fora mal projetado em sua programação e poderia causar dano as pessoas quando ele fosse solicitado.
KARR apareceria novamente na 3ª temporada no episódio KITT vs KARR. No começo do episódio ele tem a cor da sua carroceria preta como na 1ª temporada, mas no resto ele aparece em dois tons: prata e azul.

## Knight Rider (2008)
KITT foi redesenhado em duas horas de filme-piloto com um novo nome, Knight Industries Three Thousand, renovada e ainda mais quando a nova série arejada. KITT é agora um Ford Mustang Shelby GT500KR 2008, equipado com novas funcionalidades, um módulo de ataque completamente redesenhado, e mais capacidade de transformação.
Foram produzidas miniaturas do carro e os fans mais dedicados tinham replicas em tamanho real. Também é possivel configurar o GPS com a voz do KITT.